# Ленинградское газовое месторождение
Ленинградское газовое месторождение — гигантское газовое месторождение России, расположено в Карском море. Открыто в 1992 году. Газоносность связана с отложениями альб-сеноманского возраста.
Месторождение является многозалежным (свыше 10), залежи пластовые сводовые. Газ по составу сухой, метановый (от 91 до 99 %). Конденсат присутствует лишь в аптских отложениях. Залежи на глубине 1700—2600 м.
Начальные запасы 3,0 трлн м³ природного газа.